# Dysphania melleata
Dysphania melleata là một loài bướm đêm trong họ Geometridae.